# Гибкая производственная система
Гибкая производственная система (ГПС, англ. flexible manufacturing system, FMS) — производственная система, в которой существует определенная гибкость, позволяющая системе реагировать при изменении в типе или количестве производимой продукции или в способе ее производства.

## Состав ГПС
Как правило гибкие производственные системы делятся на две категории, каждая из которых содержит множество подкатегорий:
- Первая категория называется гибкостью маршрутизации и охватывает способность системы изменяться для производства новых типов продукции, а также способность изменять порядок операций, выполняемых над деталью.
- Вторая категория называется гибкостью оборудования, которая заключается в возможности использования нескольких машин для выполнения одной и той же операции с деталью, а также в способности системы воспринимать масштабные изменения, например, изменения объема, мощности или производительности.

Большинство ГПС включает три основных компоненты:
1. Рабочие машины, которые часто являются автоматическими станками с ЧПУ, соединенных между собой.
2. Систему обработки материалов
3. Центральный управляющий компьютер, который управляет перемещением материалов и работой станков.

Основным преимуществом ГПС является ее высокая гибкость в управлении производственными ресурсами, такими как время и усилия, необходимыми для перехода к производству новой продукции. Лучшее применение для ГПС - это производство небольшой номенклатуры продукции в условиях массового производства.

## Преимущества
- Снижение стоимости производства в целом,
- Снижение стоимости произведенной каждой единицы продукции,
- Повышение производительности труда,
- Большая эффективность оборудования[1],
- Улучшенное качество продукции,
- Повышенная надёжность всей производственной системы,
- Уменьшенных складских запасов деталей,
- Возможность адаптации к операциям CAD / CAM,
- Сокращение времени изготовления единицы продукции,
- Повышение эффективности,
- Увеличение производительности.

## Недостатки
- Высокая стоимость ГПС,
- Сложное предварительное планирование,
- Требуется квалифицированная рабочая сила,
- Сложность самой системы,
- Сложности при техническом обслуживании.

### Гибкость
Гибкость производства означает возможность работы с деталями различного типа, возможность вариаций при сборке деталей и последовательности выполнения технологических процессов, возможность изменения объемов производства и конструкции изготавливаемого изделия.

### Связи внутри ГПС
Промышленная гибкая производственная система (ГПС) состоит из роботов, станков с числовым программным управлением (ЧПУ), измерительных приборов, компьютеров, датчиков и других автономных систем, таких как контрольно-измерительные машины (КИМ).
Использование роботов в производственном сегменте обрабатывающей промышленности обещает множество преимуществ, начиная от высокой загрузки станков и заканчивая высокой производительностью всей системы. Каждая роботизированная ячейка или узел будет располагаться вдоль системы перемещения материалов, такой как конвейер или транспортер. Детали разных типов в процессе изготовления будут двигаться по разным маршрутам внутри ГПС. Движение деталей с одной позиции обработки на другую осуществляется по системе перемещения. По окончании обработки готовые детали будут направлены в узел автоматического контроля качества и затем выгружены из ГПС.
Поток данных в ГПС состоит из больших файлов и коротких сообщений, и в основном поступает от узлов, станков и инструментов. Размер сообщения варьируется от нескольких до нескольких сотен байт. Например, данные от исполнительного программного обеспечения представляют собой файлы большого размера, в то время как сообщения для обработки данных, обмен данными со станком и мониторинг состояния частей ГПС передаются в небольшом размере.
Также есть некоторые различия во времени передачи данных. Загрузка больших программных файлов с основного компьютера в каждый станок или ячейку ГПС обычно занимает около 60 секунд и происходит в начале работы ГПС. Сообщения для отдельных инструментов отправляются в периодическом режиме с небольшой задержкой по времени. Аварийные сообщения довольно короткие по размеру и должны передаваться и приниматься почти мгновенно.
В настоящее время остро стоит вопрос о необходимости надежного протокола ГПС, поддерживающего все характеристики данных. Существующие стандартные протоколы IEEE не полностью удовлетворяют требованиям связи в реальном времени в этой среде. Задержка CSMA/CD не ограничена по мере увеличения количества узлов из-за конфликтов сообщений. Token Bus имеет детерминированную задержку сообщения, но не поддерживает приоритетную схему доступа, которая необходима для связи внутри ГПС. Token Ring обеспечивает приоритетный доступ и имеет низкую задержку сообщения, однако передача данных по нему ненадежна. Сбой одного узла, который может часто возникать в ГПС, вызывает ошибки передачи проходящего сообщения в этом узле. Кроме того, топология Token Ring требует большого объема кабелей, что влечет за собой рост стоимости.
Необходима конструкция ГПС-коммуникации, которая поддерживает связь в реальном времени с ограниченной задержкой сообщений и быстро реагирует на любой аварийный сигнал. Поскольку отказы и неисправности оборудования из-за жары, пыли и электромагнитных помех являются обычным явлением, необходимы приоритетный механизм и немедленная передача аварийных сообщений, чтобы можно было запустить подходящую процедуру восстановления. Была предложена модификация стандартной Token Bus для реализации схемы приоритетного доступа, которая позволит передавать короткие и периодические сообщения с малой задержкой по сравнению с длинными сообщениями.